# День «да»
«День „да“» (англ. Yes Day) — американская семейная комедия Мигеля Артеты 2021 года, основанная на одноимённой детской книге Эми Круз Розенталь и Тома Лихтенхельда.

## Сюжет
У Эллисон и Карлоса Торрес трое детей: Кэти, Нандо и Элли. До замужества сама Эллисон была довольно рискованной, но с появлением детей она стала чрезмерно ответственной и строгой. В школе на родительском собрании она узнала, что её дети считают её авторитарной. Эллисон была сильно раздосадована таким поворотом, но она вынуждена быть строгой в противовес доброму отцу. Мистер Дикон, школьный психолог и отец шестерых детей, предлагает для разрядки устроить для детей «День „да“». Один день в течение которого родители во всём идут на поводу у детей и воздерживаются от слова «нет».
Карлос и Эллисон рассказывают об этой идее детям, но те должны такой день заслужить. Они должны хорошо себя вести, убираться в доме и хорошо учиться. Некоторые ограничения в этот день всё же будут. Например, все приключения должны быть безопасными и нельзя требовать поездку далеко от дома. По прошествии некоторого времени дети всё же зарабатывают себе «День „да“». Кэти, старшая из детей, заключает с мамой дополнительный договор. Она пойдёт на музыкальный фестиваль с подругой Лейлой без сопровождения взрослых, если мама не переживёт «День „да“».
Наступает «День „да“». Первым делом дети запрещают родителям пользоваться мобильными телефонами. Далее малышка Элли наряжает родителей по своему вкусу, и вся семья отправляется в кафе за гигантской порцией мороженого. Далее идёт мойка машины в автомойке с опущенными стёклами. Следом семья отправляется на командное соревнование по захвату флага, где каждый член семьи возглавляет свою команду, а за флаг они сражаются шариками с газированной водой. Побеждает команда мамы. На Карлоса на этих состязаниях нападают вороны и его доставляют в больницу. Поначалу он подумывает о том, чтобы использовать свои травмы для того, чтобы увильнуть от продолжения этого дня и отправиться на работу, но в конечном итоге решает не разочаровывать детей.
Вся семья отправляется в парк развлечений «Волшебная гора». Эллисон случайно видит сообщение в телефоне Кэти, где подруга Лейла пишет ей, что на музыкальном фестивале с ними будут старшеклассники. Мама сообщает дочери, что на концерт она может пойти только с ней. Мама и дочь ссорятся. Эллисон пытается выиграть для Кэти розовую гориллу, но дерётся из-за неё с другой женщиной и вместе с Карлосом попадает в тюрьму.
Дети остаются без присмотра. Кэти отправляется на концерт, а Нандо и Элли устраивают дома «вечеринку ботаников». Всё идёт не по плану. Вечеринка выходит из-под контроля. Нандо не может справиться без взрослых с большим количеством детей. Кэти же неуютно одной на концерте, так как Лейла оставляет её. Лейлу больше интересует возможность провести время с мальчиками, чем сам концерт. В какой-то момент Кэти теряет свой телефон.
После освобождения из тюрьмы папа отправляется домой, а мама на концерт. Карлос прекращает вечеринку и заставляет детей убираться в доме. Эллисон же не может найти Кэти в толпе и с позволения певицы H.E.R. выходит на сцену. Она поёт песню и находит, таким образом, дочь. Хотя родители объявляют, что дети будут наказаны за свои выходки, «День „да“» всё ещё не закончен. Элли обращается ко всем с последней просьбой. Вся семья проводит вечер, играя в домино и дурачась в палатке на заднем дворе.

## В ролях
- Дженнифер Гарнер — Эллисон Торрес
- Эдгар Рамирес — Карлос Торрес
- Дженна Ортега — Катерина «Кэти» Торрес
- Джулиан Лернер — Эван «Нандо» Торрес
- Эверли Карганилья — Элли Торрес
- H.E.R. — играет себя
- Нат Факсон — мистер Дикон
- Молли Симс — наниматель на работу
- Форчун Феймстер — медработник Джин
- Артуро Кастро — офицер Джонс
- Трейси Томс — Билли / координатор на концерте
- Меган Стотт — Лейла
- Йимми Йим — Тара
- Грэм Филлипс — Брайан
- Леонардо Нам — мистер Чан
- Хейден Сзето — офицер Чанг

## Производство
В сентябре 2018 года стало известно, что режиссёром фильма по сценарию Джастина Мэйлена станет Мигель Артета, а дистрибьютором выступит Netflix. Дженнифер Гарнер выступит продюсером и сыграет одну из главных ролей. В октябре 2019 года стали известны другие актёры на главные роли. Съёмочный процесс начался в ноябре 2019 года в Лос-Анджелесе.

## Приём
Через неделю после цифрового релиза фильма 12 марта 2021 года в Netflix сообщили, что фильм посмотрели 53 миллиона домохозяйств. Месяц спустя, в апреле 2021 года, аудитория увеличилась до 62 миллионов домохозяйств. Таким образом фильм вошёл в топы просмотров на сервисе на тот момент.
Фильм получил смешанные отзывы от критиков. На сайте Rotten Tomatoes рейтинг «свежести» фильма составляет 52 % на основе 65 рецензий. Консенсус критиков сайта гласит: «Фильм не в полной мере использует свою концепцию исполнения желаний, стремясь к семейному веселью и довольствуясь безвредной посредственностью». На Metacritic у фильма 46 баллов из 100 на основе мнения 14 критиков.
За роль в фильме Дженна Ортега получила номинацию «Лучшая актриса в полнометражном фильме» на Imagen Awards.
В июле 2021 года стало известно, что продолжение фильма находится в разработке.